# Partula varia
Partula varia é uma espécie de gastrópode da família Partulidae.
Foi endémica da Polinésia Francesa.